# Ring a Bell
Ring a Bell (｢鐘を鳴らして｣) est la bande-originale du jeu vidéo Tales of Vesperia. Ce titre est interprété par la chanteuse japonaise Bonnie Pink.